# Goopy Geer (film)
Pour plus de détails, voir Fiche technique et Distribution.
Goopy Geer est un film américain d'animation réalisé par Rudolf Ising, sorti en 1932.
Produit par Leon Schlesinger et distribué par Warner Bros, ce cartoon fait partie de la série Merrie Melodies.

## Synopsis
Goopy Geer arrive sur la scène pour divertir les clients de la discothèque. Comme il joue du piano et chante, divers clients l'accompagnent en mangeant fort. Il joue un duo avec ses gants et est bientôt rejoint par une fille qui blague et chante. Même les porte-manteaux commencent à danser. Un cheval boit de l'eau de feu, voit des reflets de plus en plus inquiétants dans le miroir, y compris Gandhi, puis crache du feu et brûle le piano, mais Goopy continue le spectacle.

## Fiche technique
- Réalisation : Rudolf Ising
- Production : Leon Schlesinger Studios
- Musique originale : Frank Marsales
- Montage : Treg Brown
- Format : 35 mm, ratio 1.37 :1, noir et blanc, mono
- Durée : 7 minutes
- Pays :  États-Unis
- Langue : anglais
- Genre : animation
- Durée : 7 minutes environ
- Distribution : 
  - 1932 : Warner Bros. Pictures cinéma
- Date de sortie : 
  - États-Unis : 16 avril 1932